# لوكا ميزجيك
لوكا ميزجيك (بالإيطالية: Luka Mezgec)‏ (و. 1988  م) هو راكب دراجة هوائية سلوفيني، ولد في كراني، شارك في طواف إيطاليا 2014.

## سجل الفوز

### سباقات أو مراحل فاز بها
| التاريخ        | السباق                                                   | المركز                  |
| -------------- | -------------------------------------------------------- | ----------------------- |
| 06 يونيو 2010  | 2010 Coupe des Nations Ville Saguenay                    | الفائز في التصنيف العام |
| 01 يناير 2011  | 2011 Belgrade-Banja Luka II                              |                         |
| 01 يناير 2011  | 2011 Grand Prix Kranj                                    |                         |
| 01 يناير 2011  | 2011 Memoriał Henryka Łasaka                             | الفائز في التصنيف العام |
| 01 يناير 2012  | 2012 Belgrade-Banja Luka I                               |                         |
| 11 مارس 2012   | بوريك تروفي 2012                                         |                         |
| 11 أغسطس 2012  | 2012 Memoriał Henryka Łasaka                             | الفائز في التصنيف العام |
| 26 أغسطس 2012  | 2012 Liubliana-Zagreb                                    |                         |
| 19 يونيو 2013  | هالي إنجويجم 2013                                        |                         |
| 25 أغسطس 2013  | يو إس إيه برو تشالنج 2013                                | الثالث في تصنيف النقاط  |
| 15 أكتوبر 2013 | طواف بكين 2013                                           | الثاني في تصنيف النقاط  |
| 21 مارس 2014   | هاندزام الكلاسيكي 2014                                   | الفائز في التصنيف العام |
| 19 سبتمبر 2014 | كامبيونشاب فان فلانديرن 2014                             |                         |
| 26 يونيو 2016  | سباق الطريق للرجال في بطولة سلوفينيا لسباق الدراجات 2016 |                         |
| 01 يناير 2017  | فينيندال فينيندال كلاسيك 2017                            | الفائز في التصنيف العام |
| 23 يونيو 2019  | طواف سلوفينيا 2019                                       | الأول في تصنيف النقاط   |
| 09 أغسطس 2020  | طواف بولندا 2020                                         | الأول في تصنيف النقاط   |
| 20 يونيو 2021  | سباق الطريق للرجال في بطولة سلوفينيا 2021                |                         |
| 26 يونيو 2022  | سباق الطريق للرجال في بطولة سلوفينيا 2022                |                         |
| 25 يونيو 2023  | سباق الطريق للرجال في بطولة سلوفينيا 2023                |                         |

## روابط خارجية
- لوكا ميزجيك على موقع الاتحاد الدولي للدراجات (الإنجليزية)
- لوكا ميزجيك على موقع أرشيف الدراجات (الإنجليزية)
- لوكا ميزجيك على موقع إحصائيات الدراجات الإحترافية (الإنجليزية)
- لوكا ميزجيك على موقع نسبة الدراجات (الإنجليزية)
- لوكا ميزجيك على موقع CycleBase (الإنجليزية)
- لوكا ميزجيك على موقع اللجنة الأولمبية الدولية (الإنجليزية)